# Desafiament total
Desafiament total (títol original en anglès: Total Recall) és una pel·lícula dirigida per Paul Verhoeven del 1990 i protagonitzada per Arnold Schwarzenegger. Ha estat doblada al català. Va guanyar l'Òscar als millors efectes visuals.

## Argument
El 2084, un dels somnis d'en Douglas Quaid (Arnold Schwarzenegger) és poder anar de vacances a Mart. Tanmateix, la seva dona (Sharon Stone) no comparteix el mateix somni, i per això ell decideix anar a una companyia especialitzada a implantar falsos records a la ment humana per creure que ha viatjat a Mart. El que no imagina és fins a quin punt pot ser perillós no saber si un record és fals o vertader: després d'un error en la implantació, en Quaid creurà que és un agent secret que ha estat descobert a qui volen assassinar. De seguida descobrirà, però, que algú vol matar-lo de debò.

## Repartiment[3]
Douglas Quaid: Arnold Schwarzenegger
Melina: Rachel Ticotin
Lori: Sharon Stone
Vilos Cohaagen: Ronny Cox
Richter: Michael Ironside
George/Kuato: Marshall Bell
Benny: Mel Johnson Jr.
Helm: Michael Champion
Dr. Edgemar: Roy Brocksmith
Bob McClane: Ray Baker
Dr. Lull: Rosemary Dunsmore
Harry: Robert Constanzo

## Producció
Ronald Shusett comprà els drets de la narració curta de Philip K. Dick Podem recordar-ho per tu a l'engròs mentre encara era viu. Al començament va pensar en Dan O'Bannon, el guionista d'Alien, com a guionista de la pel·lícula. Amb el guió provà de cercar finançament i el projecte va passar per diferents mans, per Richard Dreyfuss al paper principal, per David Cronenberg i Bruce Beresford com a directors i per William Hurt al paper protagonista. Tanmateix, quan ja havia començat la construcció dels decorats a Austràlia, la companyia de De Laurentiis va fer fallida.
La fallida de la companyia De Laurentiis va permetre a Arnold Schwarzenegger d'entaular converses amb Carolco Pictures, que va comprar els drets de la pel·lícula per tres milions de dòlars, i proporcionaren a l'actor un sou de deu milions de dòlars més el 15% de les entrades. A més a més, van permetre-li d'exercir un gran control sobre la producció. Va tenir poder de veto amb el productor, director, guió i companys de repartiment. Va escollir com a director Paul Verhoeven, qui havia triomfat feia poc amb RoboCop.
La companyia Carolco Pictures va produir la pel·lícula amb TriStar Pictures. La distribució als Estats Units fou a càrrec de TriStar Pictures, a França de Canal+ France.

## Premis i nominacions

### Premis
- 1991. Oscar als millors efectes visuals per Eric Brevig, Rob Bottin, Tim McGovern i Alex Funke

### Nominacions
- 1991. Oscar a la millor edició de so per Stephen Hunter Flick
- 1991. Oscar al millor so per Nelson Stoll, Michael J. Kohut, Carlos Delarios i Aaron Rochin
- 1991. BAFTA als millors efectes visuals per Eric Brevig, Rob Bottin, Tim McGovern i Alex Funke